# São Gabriel (Bahia)
São Gabriel é um município brasileiro do estado da Bahia. Sua população estimada pelo IBGE para 1.º de julho de 2021 era de 18 785 habitantes, distribuídos em uma área 1.146,054 km².
Em 2025, São Gabriel foi classificado como o 9º melhor município da Bahia em qualidade de vida, de acordo com o Índice de Progresso Social (IPS) Brasil. O IPS é uma métrica que avalia o bem-estar da população com base em indicadores exclusivamente sociais e ambientais, utilizando dados públicos e atualizados.

## História
A formação do território de São Gabriel se iniciou a partir da descoberta e ocupação das terras conhecidas como fazenda São Rafael, que fazia parte do município de Xique-Xique. Nesse espaço se localizava um olho d'água (nascente do riacho Baixão) denominado de São Gabriel, importante referência para o começo do povoamento do município em questão.
A fazenda São Rafael era de “propriedade de José de Alfredo Machado e de sua esposa Anna Joaquina Berta da Rocha Machado que a recebeu como forma de herança do coronel português Augusto Ernesto da Rocha Medrado”. Em 1873, os proprietários trocaram essas terras por um escravo conhecido como Domingos Cabra. A negociação foi feita com o senhor chamado José Pereira da Rocha, que era morador da fazenda Canabrava do Gonçalo (atual município de Uibaí).
Nesse mesmo ano, foi celebrada a transferência da posse das terras, no Cartório de Registro de Terras da Bahia em Xique-Xique, onde foi oficializada a posse de três léguas de cumprimento por duas de largura, que foram consideradas sobra de caatinga, em nome de José Pereira da Rocha, que passou a ser o proprietário legal das terras que corresponde o atual território de São Gabriel.
Porém, a realidade da ocupação e posse desse território pode ser outra, pois alguns moradores mais antigos, netos dos fundadores da fazenda São Rafael, cogitam a possibilidade de que estas terras possivelmente foram griladas, pois a sesmarias que essas terras faziam parte era tão grande, que com o retorno dos donos para Portugal, não tinha como controlar a expansão da fronteira agropecuária que estava em crescimento naquele período em todo sertão baiano.
Assim, griladas ou ocupadas, as terras que hoje formam o município de São Gabriel, teve a sua ocupação populacional a partir de duas famílias de migrantes, os irmãos: Lourenço Rocha e Antônio Pereira da Rocha, filhos do proprietário das terras, que foram os primeiros a chegarem ao referido território e são os responsáveis pelo início de sua ocupação.
São Gabriel permaneceu como fazenda ligada ao município de Xique-Xique até 1926, ocasião em que passou a fazer parte do território de Irecê, que foi emancipado nesse mesmo ano. Em 1921 foi construída a primeira Igreja, pelo pedreiro Benedito Siriema, auxiliado pelo seu filho Sirilo. Na sua inauguração foi celebrada a primeira missa pelo Padre Pedro. Também em 1921, a primeira escola foi construída para educar os jovens do povoado. A partir daí, o território foi gradativamente sendo povoado até a formação de um pequeno núcleo urbano.
Logo em seguida, chegaram migrantes de vários lugares do Nordeste e foi se formando um núcleo urbano mais denso, o número de habitantes aumentava rapidamente, e o povoado adquiria um aspecto de cidade. Porém, a falta de infraestrutura impedia o desenvolvimento, principalmente na zona rural, onde a falta de estradas dificultava o escoamento da produção agrícola.

### Outros acontecimentos históricos
Localizada em meio ao sertão nordestino, São Gabriel, entre vários outros municípios baianos, presenciou uma série de acontecimentos históricos de cunho nacional, como a chegada das tropas da Coluna Prestes.
No dia 21 de março de 1926, a marcha dos revoltosos prosseguiu em direção ao extremo norte da Chapada Diamantina. Em 23 de março, setearam na Fazenda Algodão, e acamparam na Fazenda Recife mais duas léguas além. Como as chuvas daquele ano foram torrenciais no sertão da Bahia, as estradas  encontravam- se inteiramente alagadas, propiciando imensos atoleiros em diversos trechos da caatinga.
Mesmo assim, no dia 24, conseguiram chegar à Fazenda Toca depois de uma marcha difícil em meio à lama e percorrendo quatro léguas para, finalmente, a Coluna Prestes chegar ao então povoado de Gabriel, hoje município de São Gabriel, passando próximo dos lugares de Bandeira, Besouro e a Fazenda Boa Fé. A essa altura dos acontecimentos, havia quase um ano que a Coluna Prestes perambulava pelo interior do País.
Em 25 de março, os revoltosos alcançaram o então povoado de Caraíbas, que atualmente é a cidade de Irecê, distante a duas léguas de São Gabriel, passando por entre as fazendas Bom Sossego e Linda Vista.

### Emancipação
De 1926 a 1985, o território de São Gabriel pertenceu ao município de Irecê, na condição de povoado. Em 1953, de povoado foi elevado a categoria de Vila, pois já se mostrava forte em alguns setores da economia, principalmente na agricultura, na pecuária e no comércio de cereais. Além disso, em muitos mandatos, elegeu vereadores para a câmara municipal de Irecê, tendo em algumas delas o vereador mais votado, por conta de algumas lideranças políticas que já se despontavam na época.
O desenvolvimento agrícola e o fortalecimento do poder político foram fatores decisivos para a emancipação política de São Gabriel, haja vista que o rápido crescimento populacional acompanhou o processo de intervenção do Estado, através de uma política agrícola voltada para a modernização da agricultura a partir da década de 1970, com o uso intensivo de insumos e de máquinas agrícolas.
Assim, a vila e posteriormente o município de São Gabriel tiveram na agropecuária comercial a sua base econômica. A emancipação política do município de São Gabriel, só aconteceu em fevereiro de 1985, pela Lei Estadual n.º 4.407. Diário Oficial do Estado (BAHIA, 1985), estabelecendo a área territorial em 1.172 km², que posteriormente, passaria para 1.199,52 com a adesão de partes do território de Presidente Dutra e Central.

## Economia
A economia do município baseia-se principalmente na produção de grãos, como milho e mamona, e é um dos principais centros comerciais da Microrregião de Irecê.

## Cultura e Turismo

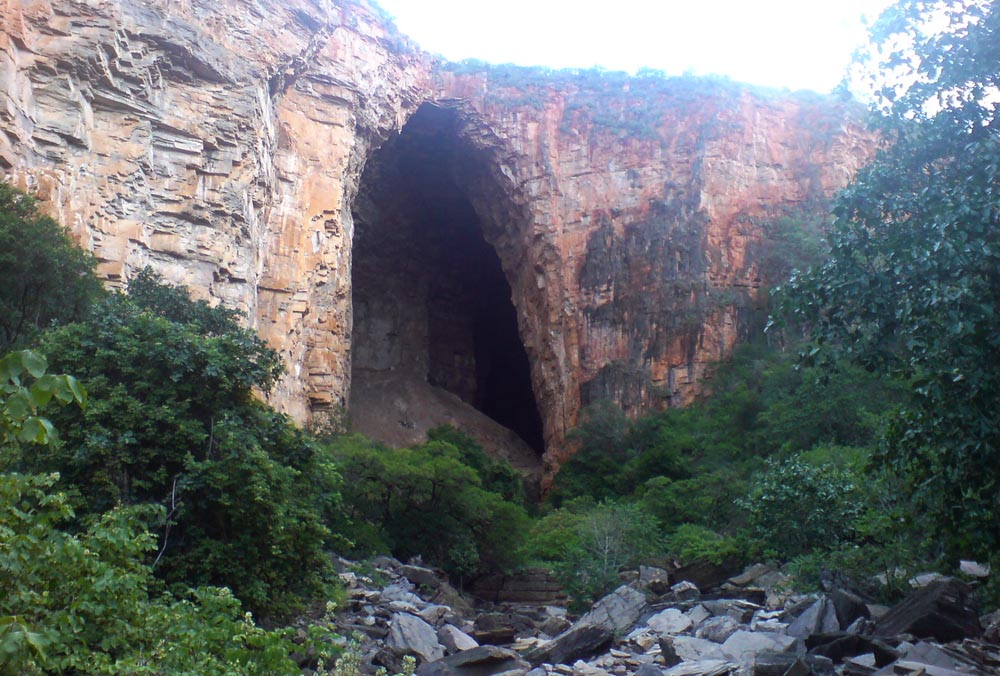
Vista da Gruta dos Brejões

O município divide com Morro do Chapéu e João Dourado a Gruta dos Brejões, uma das maiores cavernas da América Latina com cerca de 8 km de extensão e 100m de altura, onde encontram-se vários sítios arqueológicos e paleontológicos, com pinturas rupestres, ossadas de animais da megafauna e de seres humanos que habitaram o local no período Pré-Histórico. A beleza cênica e relevância para a história da humanidade levaram diversos estudiosos a indicar a área como propicia ao Tombamento Mundial pela UNESCO na modalidade de Geoparque e à recategorização da Unidade de Conservação como Monumento Natural e importante sítio arqueológico,  além de ser bastante visitada por romeiros devido a sua conotação religiosa.
Além disso, o município é sede da Cantoria de São Gabriel, movimento cultural que acontece desde 1991, e é organizado pela Fundação CulturArte. Seu ápice ocorre com a realização de vários dias de show em praça pública e está presente na Agenda Cultural do Estado da Bahia.